# Hoplismenus pica
Hoplismenus pica là một loài tò vò trong họ Ichneumonidae.